# Czworobok Winslowa
Czworobok Winslowa (Rhombus of Winslow, Rhombus WInslow, Rhombus Tendinae Winslow) – struktura anatomiczna, złożona ze ścięgien mięśni dłoni. Po raz pierwszy opisał ją duński anatom Jacob Benignus Winslow w 1732 roku.

## Struktura i lokalizacja
Na czworobok Winslowa składają się ścięgna mięśni:
- pierwszego międzykostnego
- prostownik palca wskaziciela
- prostownik palców wspólny
- pierwszy glistowaty

Położony jest na paliczkach, głównie bliższym i środkowym. Czworobok Winslowa przykrywa całkowicie dwa bliższe stawy paliczkowe, w obrębie palca wskaziciela.

## Funkcja
Czworobok Winslowa jest elementem mechanizmu prostującego palec wskaziciel. Jego zadaniem jest rozłożyć siłę potrzebną do wykonania ruchu na trzy mięśnie, rozmieszczone równolegle i symetrycznie na tylnej stronie przedramienia. W wyniku tego mięśnie, wymienione w pierwszym rozdziale artykułu, wspólnie układają w jednej osi wszystkie trzy paliczki palca wskaziciela. Jest więc strukturą działającą antagonistycznie do zginaczy palców (powierzchownego, głębokiego), a konkretnie ich ścięgien do palca wskaziciela.

## Chirurgia
Jest to bardzo istotna struktura przy wszelakich operacjach dłoni. Uszkodzenie czworoboku Winslowa może upośledzić, lub nawet uniemożliwić prawidłowe prostowanie palca wskaziciela.
Trwają pracę nad wprowadzaniem sztucznych substytutów ścięgien prostujących palce, z obiecującymi wynikami na robotach imitujących ruchy palców.